# Illerbachen

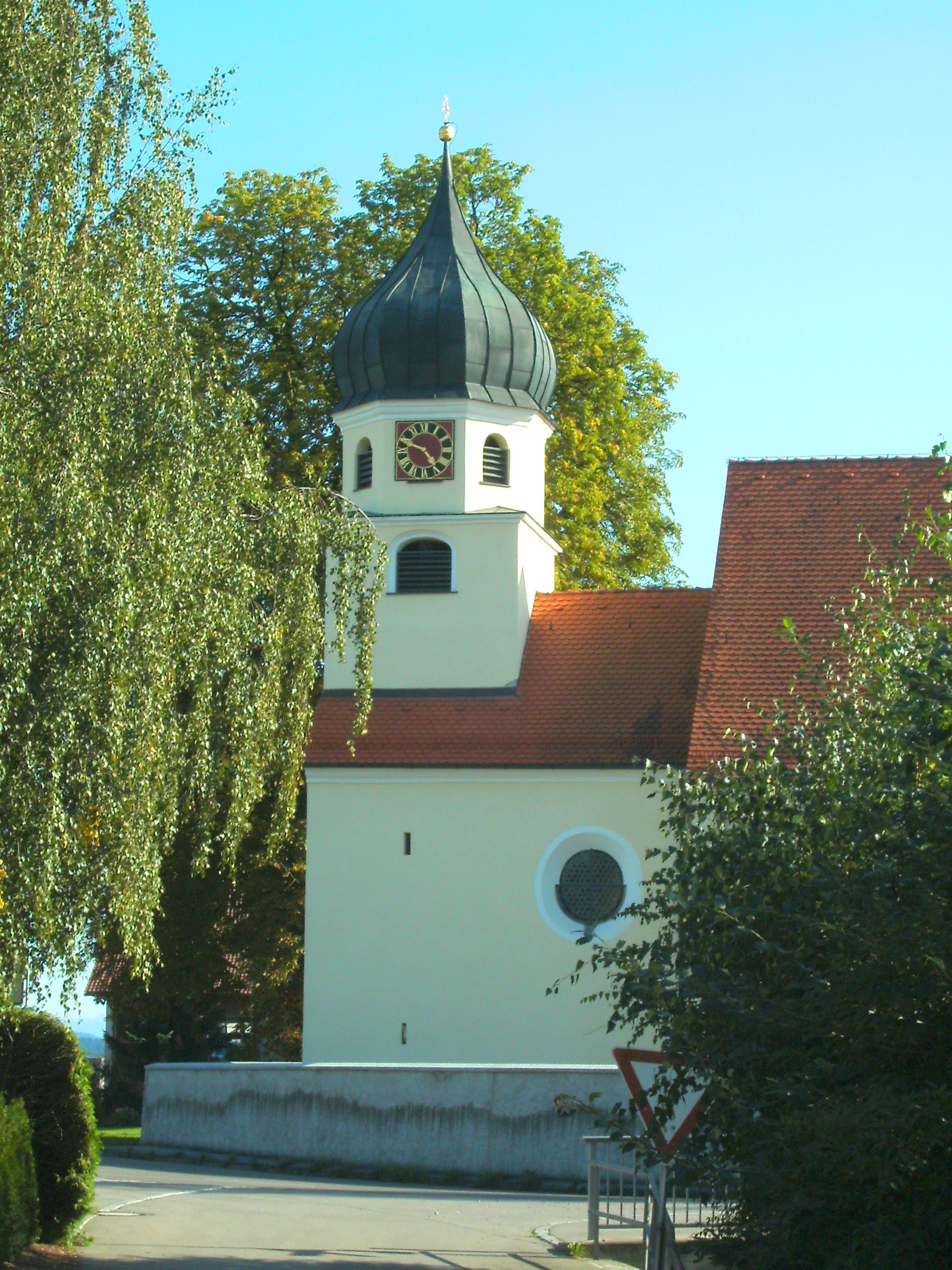
Filialkirche Zur Schmerzhaften Muttergottes (2007)

Illerbachen ist ein Teilort der Gemeinde Berkheim im Landkreis Biberach in Oberschwaben.

## Geographie
Illerbachen liegt am Fuße der Molassehänge Bahnberg und Jägerberg auf der westlichen Seite des mittleren Illertales. Der Ort wird vom Illerbacher (Orts)Bach, auch Weiherwiesenbach genannt, und vom Schweinsgraben entwässert.

## Geschichte
In der Stiftungsurkunde des Klosters Rot an der Rot (Mönchsrot) von 1126 wird der Ort mit dem damaligen Namen Bacheim erstmals erwähnt. Auf dem Jägerberg befand sich die abgegangene Burg Illerbachen. Im Jahre 1164 wurde ein Ritter Richfried von Bachheim in den Urkunden des Klosters Rot an der Rot erwähnt. Ein Ulrich von Bachen war 1181 ein Dienstmann des Schwabenherzogs Welf VI. Kirchlich selbständig war das Dorf von 1275 bis 1400, daher hat es bis heute auch einen eigenen Friedhof. 1553 zählte der Ort 15 Wohnstätten. Zwischen 1707 und 1708 wurde die Kirche Zur Schmerzhaften Muttergottes vom Kloster Rot an der Rot neu erbaut. 1806 erfolgte die Eingliederung des Ortes in das Königreich Württemberg.

## Wirtschaft und Infrastruktur
Neue Wohnhäuser außerhalb des Ortskernes wurden seit der Mitte des 20. Jahrhunderts an den Hängen des Jägerbergs und des Bahnbergs und ebenso nördlich und südlich des Ortskerns in der Illertalebene erbaut. Ein Industriegebiet befindet sich überwiegend im Osten und Süden des Dorfes. Nennenswerte Betriebe neben dem von der Landwirtschaft geprägten kleinen Ort sind eine am Schweinsgraben liegende 1953 begründete Bilderrahmenfabrik, die Firma Max Wild und die Lederwarenfabrik Göppel. In dem Ort gibt es einen Schützenverein mit dazugehörigem Schießstand im Gasthaus Krone.

## Persönlichkeiten
Die bekannteste Person von Illerbachen war Bernhard Riedmiller, der als Hauptmann eine Bludenzer Schützenkompanie führte und später während des Österreichisch-Französischen Krieges 1809 eine maßgebliche Rolle bei der Rückeroberung von Lindau und der Belagerung von Konstanz innehatte. Später kämpfte er während des Tiroler Aufstandes gegen Napoleon an der Seite von Andreas Hofer.

## Bauwerke
- Filialkirche Zur Schmerzhaften Muttergottes, erbaut 1707/08.